# Cimmerius reticulatus
Cimmerius reticulatus är en kräftdjursart som beskrevs av Jones 1973. Cimmerius reticulatus ingår i släktet Cimmerius och familjen Ceratocumatidae. Inga underarter finns listade i Catalogue of Life.